# Kamran Mirza (Mogul)

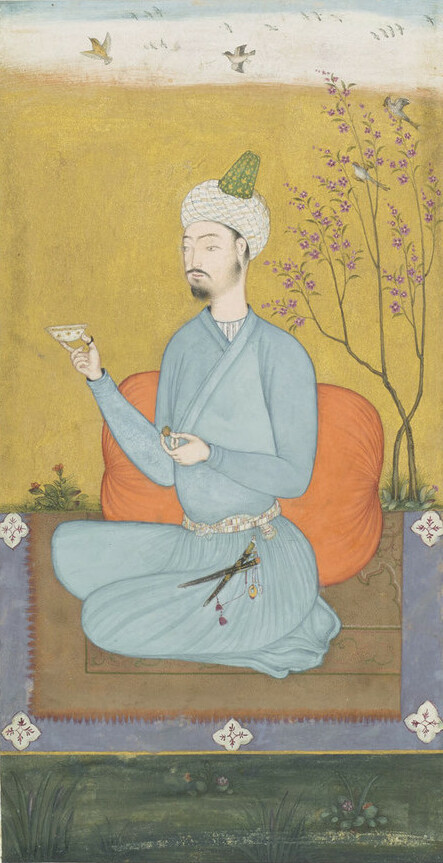
Porträt von Kamran Mirza

Kamran Mirza (geboren 1509; gestorben 5. oder 6. Oktober 1557) war ein Halbbruder und zeitweiser Gegenspieler des Großmoguls Humayun.

## Biografie

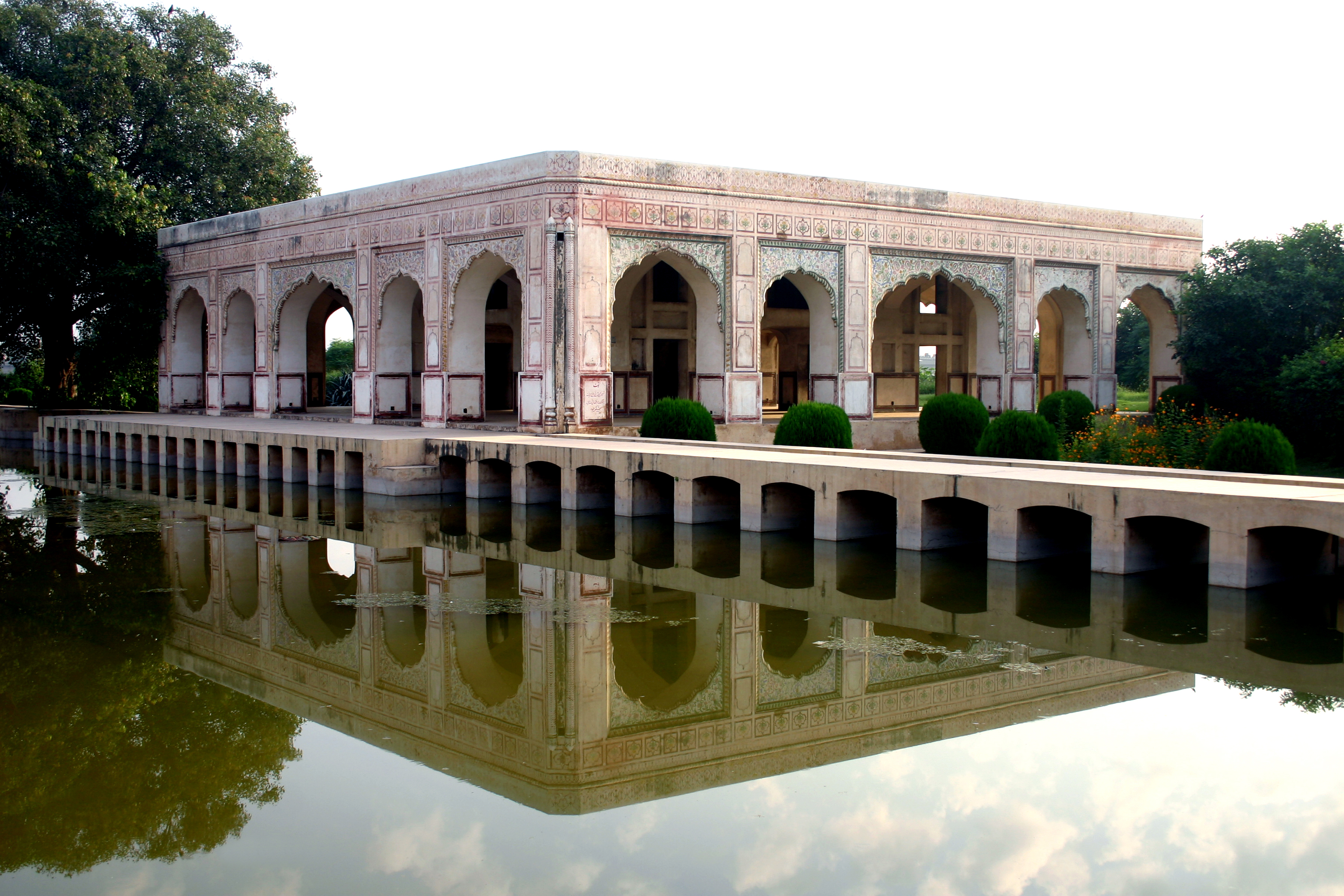
Lahore – Kamran Ki Baradari

Kamran Mirza war der zweitälteste Sohn Baburs (reg. 1526–1530), der im April 1526 in der Ersten Schlacht von Panipat das zuletzt von Ibrahim Lodi (reg. 1517–1526) geführte Sultanat von Delhi stürzte und die neue Dynastie der Moguln etablierte. Während der im Jahr 1525 begonnenen Vorstöße seines Vaters von Kabul in den Norden Indiens blieb Kamran in Kandahar und hielt so Babur den Rücken frei. Im Jahr 1528 stieß Kamran mit einem großen Heer in den Norden Indiens vor, während Humayun mit einer Armee in Bengalen kämpfte. Humayun bat seinen Bruder um Hilfe gegen seinen Opponenten Sher Khan Suri, die dieser jedoch verweigerte und sich stattdessen nach Lahore zurückzog. Humayun verlor zwei Schlachten gegen Sher Khan Suri, worauf dieser ihn aufforderte, Indien zu verlassen. Er zog sich nach Kabul zurück, das noch immer unter der Kontrolle Kamran Mirzas stand, der inzwischen versuchte, ein Sonderabkommen mit Sher Shah zu erreichen. Humayuns Ratgeber forderten ihn auf Kamran zu töten – ein Ansinnen, welches er aufgrund eines angeblichen Versprechens am Sterbebett seines Vaters zurückwies. Der ehemalige Großmogul flüchtete nach Persien an den Hof Tahmasp I., der ihm sogar ein Heer zur Verfügung stellte, an dessen Spitze er seinen Halbbruder besiegen konnte. Im Jahr 1545 nahm er Kabul kampflos ein, da die Bevölkerung der Stadt sich gegen den als despotisch und grausam empfundenen Kamran stellte. Im Jahr 1552 wandte sich Kamran an den 2. Suriden-Herrscher Islam Shah Suri mit dem Vorschlag einer Allianz gegen seinen Bruder. Er wurde jedoch festgenommen und nach Kabul gebracht, wo Humayun ihn blenden ließ; fünf Jahre später (1557) starb Kamran auf einer Pilgerreise nach Mekka.

## Familie
Kamran hatte sechs Kinder von sieben Frauen. Keiner seiner Nachkommen spielte später eine irgendwie geartete Rolle am Mogulhof.

## Bauten
Das einzige Bauwerk, das mit Kamra Mirza verknüpft werden kann und das seinen Namen trägt ist das Kamran Ki Baradari in Lahore. Ob er tatsächlich der Bauherr war, ist unklar.